# Mu'in ad-Din Suleyman
Pour les autres significations, voir Pervane.

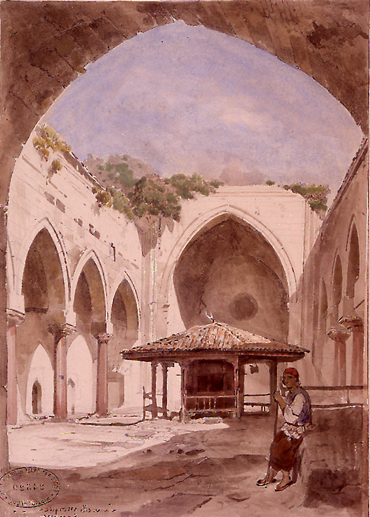
Jules Laurens (qui accompagne les Hommaire en voyage): La Côte de la mer Noire. La cour du Médresse (école) de Süleyman Pervane, crayon et aquarelle (1847).

Mu`în al-Dîn Sulayman ou en turc Muineddin Süleyman, dit Pervâne ou Parwâna est l’un des vizirs les plus influents de la dynastie des Seldjoukides de Roum. Entre 1261 et 1277, il joue un rôle essentiel dans la politique en Anatolie entre le sultanat de Roum, les Mongols Ilkhanides et les Mamelouks pendant le règne de Baybars.
Sa mort a inspiré plusieurs poètes. D’après la tradition des mevlevis (les derviches tourneurs) il aurait été un proche du mystique Jalal al-Din Rumi.

## Biographie
En 1237, le sultan de Roum Kay Khusraw II se marie en troisièmes noces avec Thamar (Tamara), fille de la reine de Géorgie Rousoudan Ire et petite-fille du sultan seldjoukide Tuğrul II. Le père de Thamar s'était converti au christianisme orthodoxe pour épouser Rousoudan. Elle se convertit quant à elle à l’islam et devient Gürcü Hatun (ou Ghourdji Khatoun). Ce mariage devait assurer la paix entre la Géorgie et les Seldjoukides d'Anatolie.
En 1243, après la victoire du général mongol Baïdju à Köse Dağ, Kay Khusraw II doit se soumettre aux Mongols. Muhadhdhab al-Dîn, le père de Mu`în al-Dîn Sulayman, est alors le vizir du sultan seldjoukide. Ayant eu une bonne éducation, Mu`în al-Dîn Sulayman devient gouverneur de Tokat et plus tard d’Erzincan soutenu dans ces affectations par le général mongol Baïdju
À sa mort en 1246, Ghiyât ad-Dîn Kay Khusraw II laisse trois fils et une fille de trois épouses différentes :
- `Izz ad-Dîn Kay Kâwus né vers 1234/35, il succède à son père en 1246. Il est le fils de la première épouse de son père, une Grecque fille d'un pope qui épouse en secondes noces le vizir Chams ad-Din al-Isfahani (en)[3]. En 1237 il épouse Gürcü Hatun (Thamar), qui devient son épouse favorite.
- Rukn ad-Dîn Kılıç Arslân né vers 1236-1237. Il est le fils de la deuxième épouse turque de Kay Khusraw. Il prétend à la succession de son père[3].
- `Ala' ad-Dîn Kay Qubâdh est né vers 1239-1240. C'est lui que son père a choisi comme successeur, ses aînés ont su l'écarter car trop jeune au moment de la mort de leur père. Il est le fils de la troisième épouse, et favorite, de Kay Khusraw, Gürcü Hatun[3].
- Une fille de la troisième épouse de Kay Khusraw[3].

Ces trois fils sont mineurs à la mort de leur père : entre sept et douze ans. La régence est assurée par le vizir Chams ad-Din al-Isfahani (en). Ce dernier devient très influent en épousant la veuve grecque de Kay Khusraw, mère de Kay Kawus. Chams ad-Din al-Isfahani favorise son gendre qui apparaît un moment comme l'unique successeur de son père. Mu`în al-Dîn Sulayman prend le parti de Rukn ad-Dîn Kılıç Arslân.
Le grand khan Güyük attribue le trône à Kılıç Arslân IV, qui était venu le trouver en Mongolie, de préférence à son aîné Kay Kâwus II. En même temps Güyük fixe le tribut annuel des Seldjoukides : « 1 200 000 hyperpères, 500 pièces d’étoffe tissées de soie et d’or, 500 chevaux, 500 chameaux, 5 000 têtes de petit bétail et, en outre, des présents qui doublaient le montant du tribut . »
En 1254, le grand-khan Möngke qui succède à Güyük décida que Kay Kâwus régnerait à l’ouest et Kılıç Arslân à l’est du fleuve Kızılırmak. Sur l’ordre de Möngke, son frère Hülägu passe l’Amou-Daria le 2 janvier 1256. Sur la rive persane du fleuve, il est complimenté par les représentants de ses nouveaux vassaux, dont les deux Seldjoukides, Kay Kâwus II et Kılıç Arslân IV. Baïdju, mécontent du retard que Kay Kâwus met à acquitter le tribut, engage le combat et vainc les armées seldjoukides à Aksaray (octobre 1256). Kay Kâwus trouve refuge auprès de l’empereur byzantin Théodore II Lascaris (1261). Les Mongols installent à sa place Kılıç Arslân. Kay Kâwus revient peu après et finit par partager le royaume avec son frère sur les bases de l’arbitrage de Möngke. Baïdju nomme Mu`în al-Dîn Sulayman  « Pervâne » auprès de Kılıç Arslân IV.
En tant que vizir de Kılıç Arslân IV, Mu`în al-Dîn Sulayman Pervâne prend la ville de Sinop, qui faisait jusque-là partie du territoire de l’empire de Trébizonde. Il en fait son fief propre. Plus tard, Sinop deviendra la capitale de ses descendants les Pervâneoğulları.
En 1265, Pervâne est prévenu que le sultan veut de débarrasser de lui. Il fait étrangler le sultan à Aksaray<r (au cours d’un banquet). L’héritier du trône, Ghiyâth ad-Dîn Kay Khusraw est nommé sultan par Pervâne, bien qu'il ait moins de trois ans. Pervâne est tenté de placer son fils de trois ans sur le trône des sultans. Il préfère épouser la veuve de Kılıç Arslan et exercer les fonctions de régent auprès de Ghiyâth ad-Dîn Kay-Khusraw. 
Le naufrage de l’État seldjoukide incite de nombreux notables turcs à quitter la région et à émigrer ver l’Égypte. Là, ils incitent le sultan mamelouk Baybars à intervenir contre la domination mongole. Très probablement, Pervâne lui-même est secrètement à l’origine de ces négociations. En 1275, Baybars arrive en Syrie, Pervâne le dissuade d’entrer en Anatolie centrale et le dirige vers le royaume arménien de Cilicie. Léon III roi d’Arménie (Lewon III) est pourtant lui aussi vassal des Ilkhanides. Léon III d'Arménie découvre que Baybars a l'intention d’envahir le sultanat de Roum, et en avertit son suzerain Abaqa à plusieurs reprises. Abaqa ne le croit pas et accepte au contraire les assurances de Pervâne. De son côté, Baybars pense que le meilleur chemin pour conquérir l'Anatolie centrale est de passer par le Cilicie. C'est aussi le moyen de punir les Arméniens de leur collusion avec les  Francs qu'il doit affronter en Syrie. S'il pille la Cilicie, ce n'est pas seulement pour punir les Arméniens, mais aussi pour priver les Mongols d'une source de ravitaillement.
Au printemps 1277, Baybars pénètre dans le sultanat seldjoukide. Le 18 avril, il écrase l’armée  mongole à Elbistan. Pervâne qui commandait le contingent seldjoukide, prend la fuite. Baybars fait une entrée triomphale dans Kayseri (23 avril). Il attend que Pervâne le rejoigne mais ce dernier, ayant perdu confiance, se réfugie à Tokat avec le jeune sultan seldjoukide. Baybars regagne la Syrie. Il meurt, peut-être empoisonné, à Damas cette même année 1277. À la nouvelle de cette défaite, le khan mongol Abaqa accourt en Anatolie (juillet 1277). Il inflige de dures punitions aux populations musulmanes, on raconte qu’il a fait tuer 200 000 personnes. En même temps il soupçonne Pervâne, celui-ci ne s’est pas battu contre les armées mameloukes lors de la bataille d'Elbistan et n’a pas prévenu les Mongols de l’approche de Baybars. Dans un premier temps il veut l’épargner. Mais devant l’insistance des familles de ceux qui ont été tués lors de cette bataille, Abaqa fait exécuter Pervâne (2 août 1277).

## Les successeurs
Le fils de Pervâne, Mehmed Bey reprend le titre de Pervâne et le contrôle des possessions familiales autour de Sinop. Il mène une politique prudente envers les Mongols. La famille des Pervâneoğulları garde la possession de la région jusqu’en 1322 lorsque le beylicat est absorbé par le beylicat voisin de Candar (Candaroğulları).

## Héritage
Sinop
- La mosquée dite d’Alaeddein a été construite par Kay Qubadh Ier sur l’emplacement d’une cathédrale antérieure. La mosquée actuelle a été construite sous Parvâne en 1267. La cour contient le mausolée des Isfendiyarides.
- La mosquée Alâiye appelée parfois Pervâne Medrese date de la même année

Tokat
- Pervâne fait construire ce qu’on appelle la Gök Medrese (madrasa céleste) in 1277. À l’origine, c’était un hôpital et une école de médecine. C’est actuellement un musée.
- À côté, on trouve les restes d’un hammam de style seldjoukide qui est attribué à Pervâne bien qu’aucune inscription ne l’atteste.

Merzifon
- Une mosquée porte aussi le nom de Pervâne.

Kayseri
- De récentes fouilles (2002) dans le bazar de Kayseri, ont permis de mettre au jour les restes d’une madrasa attribuée à Pervâne.